# 高校生カレー甲子園
高校生カレー甲子園（こうこうせいカレーこうしえん）は、毎日放送の情報番組『ちちんぷいぷい』内で毎年夏休み期間中（7月下旬 - 8月中旬）に生中継形式で開かれていた高校生向けのコンクール。同局のサービスエリアである近畿地方・徳島県の高校及び特別支援学校高等部の在校・在籍生を中心に、高校生がオリジナルのレシピによるカレーライスの調理で競い合う。ただし、2017年以降は開催を見合わせている。

## コンクール概要
2006年に大阪城公園で開かれた第3回オーサカキングとの連動企画として、「キッチンぷいぷいpresents 高校生カレー甲子園」と題してスタート。審査委員長は、ウエスティンホテル大阪 総料理長 兼 副総支配人の馬渕 誠が務めた。オーサカキングの終了を機に、2008年でいったん終了した。2010年に「高校生粉もん選手権」を開催したが、「たむらけんじの学校に行こッ!」（『ちちんぷいぷい』で毎週月曜日に放送していた高校への訪問ロケ企画）を基に、2012年から毎日放送本社（大阪市北区茶屋町）内の夏休み特別企画として4年ぶりに再開。再開を機に、たむらが大会実行委員長に就任した。2016年のみ、当時月曜日の準レギュラーだった三戸なつめ（奈良県出身）を、スペシャルサポーターに起用している。
原則として、毎日放送のサービスエリア（近畿地方2府4県と徳島県）内の高等学校及び特別支援学校高等部（高等支援学校も含む）から参加校を募集。所属する学校長と担任（部活動の場合は顧問）の許諾を条件に、在校生3人1組によるチームが、毎年与えられるテーマに沿ってオリジナルのカレーを作る。ただし、ハウス食品の特別協賛企画でもあるため、書類選考・本選・決勝とも、同社製のカレールー・香辛料・調味料をオリジナルカレーに用いることが原則として規定されていた。
参加チームの編成は、男子学生のみでも、女子学生のみでも、男女混成でも可能であった。過去には、『ちちんぷいぷい』の全編を一部地域で視聴できる岡山県・三重県・福井県の高校が登場。2016年の第8回大会では、同番組を一切視聴できない岐阜県から初めて出場した高校（岐阜県立加茂農林高等学校）が優勝した。
なお、『ちちんぷいぷい』の公式サイトでは、例年7月上旬から専用の参加校を募集。前述した許諾を要することなどから、募集開始直後には応募校がほとんどなく、締め切り間際に応募が殺到するという事態が続いていた。
書類審査を通過した参加校については、7月中に大阪市内で予選を実施。予選での審査によって、本戦に進出できる出場校を決定する。本戦進出校の総数は、2007年の7校、2016年の6校を除いて、基本として8校。後述する本選のテレビ放送で、予選の模様を収録した映像を、進出校の紹介に用いることもあった。
2012年以降は毎年実施されていたが、2017年以降の『ちちんぷいぷい』では、7月中の1週間を「おつカレーサマーウィーク」に設定。当コンクールの募集や開催を見合わせる一方で、カレーにちなんだ特別企画を日替わりで放送するほか、ハウス食品が「キッチンぷいぷい」（プロの料理人の実演によるレギュラーの料理コーナー）の材料や視聴者向けのプレゼント用にカレー製品を提供している（2020年には「キッチンぷいぷい」シリーズの放送曜日を縮小した関係で設定せず）。

### 本選・決勝
大会実行委員長のたむらによる司会の下で、『ちちんぷいぷい』内の生放送企画として開催。2015年までは、8月上旬 - 中旬の1週間を対象に、月 - 金曜日の5日連続で開催していた。2016年には、7月下旬から8月中旬まで、延べ4週間にわたって毎週月曜日に開催。
本選および決勝の舞台を『ちちんぷいぷい』のスタジオ（2013年まで）→　「ちゃプラステージ」（毎日放送本社M館1階のオープンスペース、2014年以降）に設定。本選については、1日当たり2校による一騎討ち形式で実施していた。
『ちちんぷいぷい』では、本選・決勝とも、出場校による調理の模様を公開生中継形式で挿入。調理後には、当日の番組出演者や観客による試食を経て、観客が「おいしかった」と思うカレーを作った出場校に投票した。なお、本戦に勝利した出場校は、最終日の決勝に進出できた。
審査員については、本選・決勝当日の『ちちんぷいぷい』放送開始前までに毎日放送本社へ集まった視聴者から、先着順で決定（来場者多数の場合は整理券を配布の上、抽選で選出）。2012年から2015年までは毎日101名、2016年には毎日51名を試合ごとに選ぶ。ただし、公正・公平な審査を期する目的で、当日の出場校の関係者（教諭・同級生・保護者など）による審査への参加を禁じていた。
ちなみに、『ちちんぷいぷい』は、当大会を開催していない2009年度にTBS系列局の一部で部分ネットを実施。2014年10月から2018年9月までは、北海道放送（HBC）を通じて、北海道内でも前半（13:55 - 15:44）のみ視聴できた。当大会については、関西ローカル放送時代のオーサカキング連動企画に端を発することから、上記の同時ネット期間中も原則として関西ローカルパート（2014年10月以降は15:44 - 17:50）内で放送。本選・決勝の開催日には、当日の出場チームが、エンディングでスタジオに出演するようになっていた。ただし、HBCで同番組を放送していなかった2008年度の大会には、北海道函館市の清尚学院高校が参加していた。

#### 2015年まで
『ちちんぷいぷい夏休みスペシャル』を5日間にわたって編成する週に、5日連続で生放送。前述した一騎討ち形式の本選を最初の4日間（月 - 木曜日）に実施したうえで、本選に勝ち残った4校が決勝に進出した。
たむらが司会、アシスタントを前田阿希子（2013年まで）→ 豊崎由里絵（2014年・2015年、いずれも当時『ちちんぷいぷい』の一部曜日でアシスタントを務めていた毎日放送の女性アナウンサー）が担当。たむらが本選に立ち会えない日には、当該曜日レギュラーのロザン、楠雄二朗（くっすん）、銀シャリ（当時）などが司会を務めることがあった。
最終日の金曜日には、本選審査を勝ち抜いた4校の一斉対戦方式で決勝を実施。オーサカキングと連動していた2006年には、決勝進出校の学生が作ったカレーをオーサカキングの会場で販売したうえで、先に100食を完売した学校を優勝校とみなしていた。2007年から2014年までは、本選と同様に調理の模様を生中継。本選と同様の試食・審査を経て、最も多い支持票を得た学校を優勝校と決めていた。2015年の決勝では、試食・審査の方法を前年から踏襲しながらも、当日の調理を割愛。予選で作ったカレーが、審査の対象になった。
本選の投票では、当該校に対応させた色のボールを、「1名につき1球」という条件でシースルー型の投票箱に投入。投票済みボールの高さが投票箱に引かれた「決勝進出ライン」（ボール総数の半分に達したことを示す境界線）を1球でも上回った時点で、「当該校の勝利」とみなす。そのため、コールドゲーム形式で勝敗が決まることもある。また、投票の途中経過を（放送上）見えにくくする目的から、たむらの指示で放送中に投票を一時的に中断させる演出も施していた。2015年の第7回大会では、本選2日目以降の投票で、21票目から50票目までを隠す「ハテナトンネル」を設定。21票目から勝者の学校に51票目が入るまでの投票動向を、放送上分からなくしていた。
決勝の投票では、進出校の前に寸胴を1個ずつ置いたうえで、審査員が寸胴に入れたスプーンの総数を基に玉入れ形式（通称「スプーン投票」）で優勝校を決めていた。

#### 2016年
毎日放送本社M館1階「ちゃやまちプラザ」および社屋周辺で「2016　Wびっくり!サマー」（7月15日から9月11日までの期間限定イベント）を開催することから、本選・決勝とも開催日を月曜日に集約させたうえで、延べ4週間にわたって展開する構成に変更。本選・決勝とも、「『2016　Wびっくり!サマー』における『ちゃプラステージ』公開イベントの1つ」と位置付けていた。また、三戸をスペシャルサポーターに起用したことから、この年のみ三戸がたむらとのコンビで司会を務めた。
本選については、前年までの対戦形式を踏襲しながら、予選から進出できる出場校の総数を6校に変更。第1試合を『ちちんぷいぷい』通算4,000回目の放送日（7月25日）、第2試合を8月1日、第3試合を8月8日に開催した。また、各試合の審査員の総数を51名に変更。審査員による投票方式も、進出校の校名入り寸胴を置いた「投票BOX」（ステージから見えないように壁で覆ったスペース）内での「スプーン投票」に統一した。
なお、決勝は8月15日に開催。本選の各試合を勝ち抜いた3校が、本選と同じメニューを改めて調理したうえで、「スプーン投票」による審査に臨んだ。

## 歴代優勝校
| 回 | 開催年 | 優勝校                   | 優勝校の所在地     | カレーのタイトル                           |
| --- | ------ | ------------------------ | ------------------ | ------------------------------------------ |
| 1 | 2006年 | 兵庫県立尼崎北高等学校   | 兵庫県尼崎市       | 母のど根性カレー                           |
| 2 | 2007年 | 大阪府立八尾北高等学校   | 大阪府八尾市       | ∞SAカレー(オーサカレー)                    |
| 3 | 2008年 | 綾羽高等学校             | 滋賀県草津市       | 豆乳カレーまん                             |
| 2009年から2011年までは中断期間として開催はしなかった。                                                                               |        |                          |                    |                                            |
| 4 | 2012年 | 淳心学院高等学校         | 兵庫県姫路市       | 姫路おでんのカレーつけ麺                   |
| 5 | 2013年 | 神戸村野工業高等学校     | 兵庫県神戸市長田区 | 長田名物 そばめしぼっかけカレー            |
| 6 | 2014年 | 奈良女子高等学校         | 奈良県奈良市       | ウマからぶくぶくカリーパン in 奈良         |
| 7 | 2015年 | 和歌山県立神島高等学校   | 和歌山県田辺市     | カレーなるトルティーヤ〜紀州梅どりと共に〜 |
| 8 | 2016年 | 岐阜県立加茂農林高等学校 | 岐阜県美濃加茂市   | 甘酸っぱいぜ! はちや豚のハーブ煮込みカリー |
| 2017年以降は、特別協賛のハウス食品がキッチンぷいぷいの「おつカレーサマーウィーク」にカレー製品を提供した関係で、開催を見送っている。 |        |                          |                    |                                            |

### 優勝校への特典
優勝校には、賞状、カレーを模したカレーカップ（優勝トロフィー）と優勝メダル、副賞としてユニバーサル・スタジオ・ジャパン年間スタジオパス（2013年）、神戸牛ビーフ（2014年）、高級鳥取和牛ステーキ肉（2015年以降）、ル・クルーゼのココットロンド、特別協賛のハウス食品のカレー商品（ジャワカレー、バーモントカレー、こくまろカレー、プライムカレー、ククレカレー他）詰め合わせセット（2013年は300箱、2014年は400箱、2015年以降は500箱）が贈られる。

## 本選出場校(優勝校以外)
- 2006年
  - 東洋大学附属姫路高等学校「スポクラ★勝つカレー」
  - 箕面自由学園高等学校「真っ赤なトマトのとんとりごろんとカレー」
  - 関西学院高等部「サラダボウル」
  - 大阪府立茨木工科高等学校「お肉だ! 野菜だ! がっつり贅沢カレー」
  - 奈良女子高等学校「Curry Pannier」
  - 大阪府立門真なみはや高等学校「でぃおーけー愛」
  - 四条畷学園高等学校「南海カレー」
- 2007年
  - 神戸第一高等学校「春巻きホワイトカレー」
  - 兵庫県立社高等学校「ブータン王国風カレー」
  - 大阪信愛女学院高等学校「ちょっと カレー」
  - 兵庫県立有馬高等学校「パイプルとアップルパリンカリー」
  - 同志社女子高等学校「カレーちゃ～漬け」
  - 滋賀県立湖南農業高等学校「湖南農高特産物カレー」
- 2008年
  - 奈良女子大学附属中等教育学校「明日の試合、一発ギャグ転! カレー」
  - 兵庫県立松陽高等学校「カレーはしまき!! ちゃ～」
  - 大阪市立此花総合高等学校「ゴロゴロ野菜のじゃガレーぱん」
  - おかやま山陽高等学校「ライス勝つ! カレー」
  - 箕面自由学園高等学校「かきあげ六香おろしカレー」
  - 清尚学院高等学校「どさんこカレーフォンデュ」
  - 三重県立相可高等学校「カレーなる☆いなり寿司」
- 2012年
  - 関西大倉高等学校「EXPOWERカレー」
  - 兵庫県立家島高等学校「小さな島のゴロゴロえびカレー」
  - 京都府立京都八幡高等学校「八幡の流れ橋カレー」
  - 奈良県立磯城野高等学校「大和鶏男の夏カレー」
  - 京都府立桂高等学校「今日の伝統野菜スープカレー」
  - 京都府立京都すばる高等学校「京おぐらいけ野菜の和風武士米カレー」
  - 兵庫県立氷上高等学校「氷上高ポークのホワイトカレー」
- 2013年
  - 関西大倉高等学校「うまみがぎゅぎゅっと! ザビエルカレー」
  - 福知山淑徳高等学校「冷汁風 オイルサーディンとろろカレー」
  - 奈良県立磯城野高等学校「幸せをお届け! 野菜たっぷり洋和カレー」
  - 箕面自由学園高等学校「大地の恵（滝ノ道）ゆずルーうどん」
  - 滋賀短期大学附属高等学校「夏野菜たっぷり! 近江のライスコロッケandトマトカレー」
  - 京都府立桂高等学校「京があふれる 野菜がいっぱい! はすの実パスタカレー」
  - 三重県立相可高等学校「俺の漁師カレー」
- 2014年
  - 三重県立相可高等学校「ぎゅぎゅっと! イカすカレーで一番だー!!」
  - 大阪市立咲くやこの花高等学校「冷めても美味しい まきまきトマトカレー IN トマト」
  - 大阪府立園芸高等学校「パリパリおこげと大阪野菜のカレー茶漬け」
  - 兵庫県立農業高等学校「開いてとろ〜り くるくるロールカツカレー〜加古川の流れとともに〜」
  - 綾羽高等学校「さくさくカレーライスコロッケメロン風味 夏野菜のラタトゥイユにのせて」
  - 京都府立桂高等学校「ハッスル! ハッスル! 京の精進カレーで行きましょか!!」
  - 和歌山県立有田中央高等学校清水分校「鶏だんごのビリビリ山椒スープカレー」
- 2015年
  - 太成学院大学高等学校「お菓子でしょ? パスタdeショコラカレー」
  - 福井県立美方高等学校「福井のご飯はうめぇっすカレー〜感謝と愛を込めて〜」
  - 兵庫県立社高等学校「お父さんに感謝! 花束カレーマフィン」
  - 京都府立桂高等学校「いつもおおきに! 京野菜カレー茶漬け」
  - 兵庫県立播磨農業高等学校「播州へらへとカレーバーガー〜播州の魅力を両親へ〜」
  - 兵庫県立芦屋国際中等教育学校「世界へ羽ばたけ! バターチキンカレーサモサ」
  - 三重県立相可高等学校「松阪豚のカレーリゾット 豚豚拍子で優勝だー!!」
- 2016年
  - 大阪府立咲くやこの花高等学校「大阪やで! さばシャバ船場汁カレー」
  - 福井県立美方高等学校「30＋2 思い出つめこみカレー」
  - 福知山淑徳高等学校「鹿ブラック! 青春銀河鉄道カレー」
  - 兵庫県立香住高等学校「真ぁいっか～カレー」
  - 大阪星光学院高等学校「目指せ東大! 頭が良くなるカレー!?」